# جدل المعواد (السياني)

تعديل مصدري - تعديل

جدل المعواد محلة تابعة لقرية حبيل الكور، التابعة لعزلة الازارق بمديرية السياني إحدى مديريات محافظة إب في الجمهورية اليمنية.، بلغ تعداد سكانها 60 حسب تعداد اليمن لعام 2004.